# Теодор Айке
Те́одор Айке (нім. Theodor Eicke; нар. 17 жовтня 1892, Гудінген — пом. 26 лютого 1943, (поблизу Харкова) — військовий та політичний діяч нацистської Німеччини, СС-обергрупенфюрер, перший командир 3-ї танкової дивізії СС «Тотенкопф», генерал військ СС (з 20 квітня 1942), керівник інспекції концентраційних таборів Третього Рейху. Кавалер Лицарського хреста Залізного хреста з Дубовим листям‎ (1942). Брав участь у Французькій кампанії та війні з Радянським Союзом.

## Біографія

### Ранні роки, Перша світова війна
Теодор Айке народився 17 жовтня 1892 року в містечку Гудінген, розташованому в провінції Ельзас, яка в той час належала Німеччині. Він був одинадцятою дитиною в сім'ї залізничника Генріха Айке. Відомості про його раннє дитинство практично відсутні, за винятком того, що він виховувався в малозабезпеченій сім'ї, був вельми посереднім учнем і відрізнявся неврівноваженим та запальним характером. 1909 року Теодор був виключений з реального училища й тоді ж вступив до лав Райхсгеру. Айке став солдатом 23-го Рейнланд-Пфальцького піхотного полку, що тоді дислокувався в Ландау, але 1913 року його було переведено до 3-го Баварського піхотного полку, а згодом, у 1914 році, до 22-го Баварського піхотного полку. Він брав участь у боях під Іпром (1914—1915 роки) та в позиційній війні у Фландрії (1914—1915 роки), служачи в різний час як писар, помічник скарбника й простий піхотинець. 1916 року його знову перевели, цього разу до 2-го Баварського артилерійського полку 2-ї Баварської піхотної дивізії, половина особового складу якої була знищена в ході «Верденської м'ясорубки».
З 1916 року й до завершення війни він перебував у резерві кулеметної команди (нім. Ersatzmaschinengewehr Kompanie) 2-го армійського корпусу на Західному фронті.
Наприкінці 1914 року командир надав Айке відпустку та дозволив йому одружитися з Бертою Швебель з Ільменау.

### Повоєнний період
1 березня 1919 року Айке демобілізувався після 10 років служби. Йому довелося покинути навчання в технічному училищі в Ільменау через брак коштів. Теодор розраховував на фінансову підтримку тестя, однак так нічого й не отримав. Через надзвичайно високий рівень безробіття в повоєнній Німеччині Айке опинився в такому скрутному становищі, що був змушений працювати на посаді платного інформатора поліції. У липні 1920 року він втратив і цю посаду через агітацію проти Веймарської республіки. Протягом наступних трьох років Айке жив принаймні в чотирьох різних містах (Котбус, Веймар, Зорау, Людвігсгафен). Двічі він знову отримував посаду поліцейського, але щоразу втрачав її за звинуваченнями в антидержавній діяльності. У січні 1923 року Айке став офіцером служби безпеки корпорації I.G. Farben. Тут він працював до того часу, поки не перейшов на постійну службу в СС.
1 січня 1928 року Айке вступив до лав НСДАП і СА. 29 липня 1930 року був переведений до СС, які в той час були частиною структури СА. 27 листопада 1930 року Генріх Гіммлер присвоїв йому звання унтерштурмфюрера та призначив командиром 147-го штурмбанну СС у Людвігсгафені. Айке працював на новій посаді з небаченим досі ентузіазмом. Його службові успіхи стали настільки очевидними, що 30 січня 1931 року Гіммлер підвищив його до звання СС-штурмбанфюрера та доручив Айке формування 2-го батальйону 10-го штандарту СС, згодом перетвореного на Рейнланд-Пфальцький. Наступним розпорядженням рейхсфюрера СС було присвоєння Айке звання штандартенфюрера, а з 15 листопада 1931 року він був командиром 10-го штандарту.
Сходження кар'єрними сходами було стрімким, незважаючи на те, що Айке вступив до НСДАП досить пізно. 1932 року він був звільнений з I.G. Farben, в основному через те, що політична діяльність почала займати більшу частину його робочого часу, змушуючи його нехтувати своїми службовими обов'язками. Того ж року Айке був звинувачений у незаконному зберіганні вибухових речовин й участі у змові з метою скоєння політичного убивства. Міністр юстиції Баварії випустив його з ув'язнення у зв'язку з поганим станом здоров'я. Айке відразу ж відновив політичну діяльність, але через переслідування поліцією був змушений виїхати до Італії, де став комендантом табору німецьких біженців — членів НСДАП, СА й СС. Тоді ж Гіммлер присвоїв йому звання СС-оберфюрера.
Теодор Айке зміг повернутись до Німеччини лише після обрання Гітлера канцлером й приходу НСДАП до влади. Поки оберфюрер перебував у Італії, один з його ворогів, Йозеф Бюркель, гауляйтер землі Рейнланд-Пфальц, намагався змістити його з посади командира 10-го штандарту. Повернувшись додому, Айке розпочав рішучі дії. 21 березня 1933 року разом з групою озброєних есесівців він увірвався до штаб-квартири НСДАП у Людвігсгафені, знайшов Бюркеля, зачинив його в шафі і протримав там 3 години до приїзду місцевої поліції. За цей інцидент Айке було заарештовано й оголошено душевнохворим. Його помістили до психічної лікарні у Вюрцбурзі як «божевільного, дії якого можуть становити загрозу для суспільства». Ця історія розлютила Гіммлера й 3 квітня 1933 року Теодора Айке було виключено з СС.
Айке кілька разів письмово звертався до Гіммлера, й, зрештою, з допомогою вюрцбурзького психіатра зміг переконати рейхсфюрера СС видати наказ про звільнення з лікарні й відновлення у званні. 26 червня 1933 року він залишив лікарню й був призначений комендантом «Дахау» — першого німецького концентраційного табору для політв'язнів. На новій посаді Айке відразу змінив половину особового складу (близько 60 зі 120 осіб) й установив нові правила порядку, які стали зразком для всіх майбутніх концтаборів Німеччини.

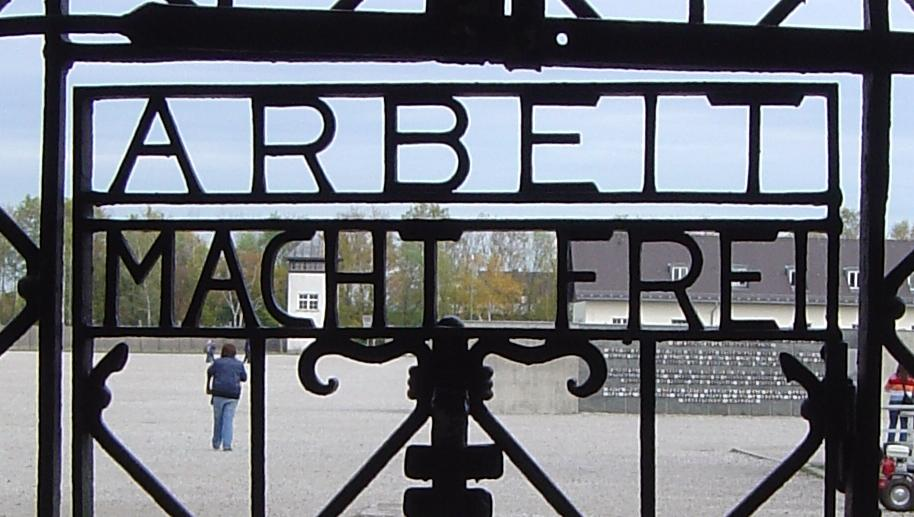
Ворота в концтаборі «Дахау»

Його успіхи на новому місці роботи справили на Гіммлера таке враження, що 30 січня 1934 року він присвоїв Айке звання СС-бригадефюрера. Теодору Айке вдалось повністю відновити довіру командування СС. Він брав активну участь у підготовці «Ночі довгих ножів», зокрема підготував списки штурмовиків для зачистки, а його підлеглі з концтабору «Дахау» зіграли важливу роль у самих подіях «Ночі». Сам Айке, разом зі своїм заступником Міхаелем Ліппертом, застрелив керівника СА Ернста Рема.
За послуги, надані керівництву під час «Ночі довгих ножів», Айке був призначений головним інспектором концтаборів і командиром охоронних підрозділів СС (Inspeektor der Konzentrazionslager und Fuhrender SS-Wachverbande). Через шість днів йому було присвоєно звання СС-групенфюрера, яке відповідало званню генерал-лейтенанта Вермахту.
Свою штаб-квартиру Теодор Айке розмістив у будівлі на вулиці Фрідріхштрассе в Берліні. Після підбору кадрів він взявся за організацію розкиданих по всій країні концтаборів у єдину централізовану систему. Згодом службові кабінети були переміщені до Заксенгаузена в Оранієнбурзі, де апарат інспекції й перебував до самого падіння Третього Рейху в 1945 році.
1937 року інспекцією під керівництвом Айке було закрито кілька дрібних концтаборів й організовано 4 великі: Дахау, Заксенгаузен, Бухенвальд (поблизу Веймара) і Ліхтенбург. Після аншлюсу Австрії в 1938 році було організовано п'ятий табір у Маутгаузені, поблизу Лінца. 30 січня 1937 року був обраний депутатом Рейхстагу.
Після запровадження нової системи концтаборів Айке зайнявся перетворенням охоронних підрозділів «Мертва голова» (SS Totenkopfverbände) на воєнізовані формування НСДАП. На початок 1935 року він сформував та повністю укомплектував технікою шість моторизованих батальйонів «Мертва голова». До кінця 1938 року він розширив їх до рівня полків, кожен з яких мав назву відповідно до місця дислокації і розміщувався безпосередньо на території великого концтабору. Коли почалась війна, декілька штандартів, однак, існували лише на папері або перебували в процесі формування.
Солдати з підрозділів «Мертва голова» протягом одного тижня щомісяця займались охороною ув'язнених, а інші три тижні постійно займались стройовою й фізичною підготовкою, вивченням будови зброї та відвідували політзаняття. Айке займався постійною муштрою своїх підлеглих, більшість з яких були юнаками віком від 17 до 22 років, щоб перетворити їх на людей, фанатично відданих справі націонал-соціалізму. Ті, хто не витримував випробувань або був недостатньо дисциплінованим, виключались з лав СС або були переведені до Загальних СС. Він також поширив у лавах своїх підлеглих особливий дух «кровного братерства», що якісно вирізняло їх серед інших частин. Айке зневажав не лише юдаїзм, а й релігію загалом. До 1937 року переважна більшість його солдатів відреклась від віри, що часто призводило до розриву відносин між молодими членами СС і їхніми сім'ями. Тих, кому не було куди податись протягом відпустки, Айке запрошував до себе, де вони могли знову відчути себе як вдома. Він всіляко заохочував офіцерів та унтер-офіцерів, які по-особливому ставились до солдатів, у яких були проблеми з батьками.

### Друга світова війна
З початком Другої світової війни Айке мобілізував три свої полки (Верхньо-Баварський, Бранденбурзький і Тюринзький — разом близько 7 тисяч солдатів) і слідував за вермахтом до Польщі. Його солдати переважно не вступали в бій з польською армією (за винятком окремих сутичок), натомість у співпраці з очолюваною Рейнхардом Гейдріхом службою безпеки (СД) сформували айнзатцгрупи, що займалися знищенням і конфіскацією майна польських громадян, переважно політичних діячів, священнослужителів, представників інтелігенції та євреїв.
Крайнощі, до яких вдавалися «Мертва голова» і СД, шокували багатьох генералів Вермахту й викликали в них значне невдоволення. Принаймні троє з них висловили формальний протест, але генерал-полковник Вальтер фон Браухіч, головнокомандувач Вермахту, їх проігнорував. Замість того щоб покарати Айке і його підрозділи, Гітлер прислухався до порад Генріха Гіммлера і віддав наказ створити моторизовану дивізію «Тотенкопф». Командувачем був призначений Теодор Айке. У середині жовтня він повернувся до Дахау, де почав формування нової команди, особовий склад якої скоро перевищив 15 тисяч осіб.
До складу дивізії СС «Тотенкопф» входили 3 мотопіхотні полки, артилерійський полк, саперний, протитанковий і розвідувальний батальйони, а також обов'язкові для моторизованої дивізії адміністративні та допоміжні підрозділи. Мотопіхотні полки були створені на основі старих охоронних підрозділів — Верхньо-Баварського, Бранденбурзького і Тюринзького, артилерійські частини укомплектувались за рахунок Данцигського гаймвера СС (данцигської варти). До інших частин брали новобранців і рядових із запасних військ СС (SS-Verfügungstruppe), загальних СС, а також цивільної поліції нових підрозділів «Мертва голова», формування яких у 1939 році й надалі тривало. Усі ці підрозділи, що становили більше половини особового складу дивізії, були погано підготовлені й екіпіровані і, за стандартами Айке, не вирізнялися належним рівнем дисципліни.
Айке дуже відповідально ставився до питань матеріального постачання своєї дивізії й проявляв неабияку винахідливість у цій справі, за що отримав у СС прізвисько «великий канюка». Дисципліна впроваджувалася у звичній для нього манері. Солдатів, за якими помічали хоча б найменший проступок, переводили назад охоронцями в концтабори. Один колишній охоронець, незадоволений жорсткою муштрою, подав рапорт з проханням про переведення назад у табір. Айке відразу схвалив це прохання, але відправив цього солдата туди уже як ув'язненого на довічний термін. Більше прохань про переведення не було. У новачків не залишалося іншого вибору, окрім як намагатись пристосуватися до обстановки й звикнути до муштри.
До травня 1940 року, коли почалося вторгнення в Голландію, Бельгію і Францію, солдати моторизованої дивізії СС «Мертва голова» вже були готові до бою, однак рівень підготовки офіцерського складу був вкрай низький. Лише частина з них мала військовий досвід, який відповідав займаним посадам. У всій дивізії не було жодного професійного офіцера-штабіста, окрім СС-штандартенфюрера Кассіуса фон Монтіньї, який згодом через значну напругу зліг із серцевим нападом.
Давалася взнаки й нестача досвіду в самого Айке. Будучи командиром дивізії, він часто був зовсім не в змозі правильно оцінити обстановку й віддавав накази, які суперечили одне одному. Але недоліки його як командира з надлишком компенсувалися фанатичною хоробрістю і хорошою бойовою та фізичною підготовкою його солдатів. Незважаючи на значні втрати, «Мертва голова» успішно виконувала поставлені завдання, а Айке поступово навчався на своїх помилках і до кінця французької кампанії набув відповідного військового досвіду. Щоправда, генерал танкових військ Еріх Гепнер у присутності офіцерів штабу дивізії назвав його «м'ясником» і звинуватив у тому, що Айке халатно ставиться до життів своїх солдатів. Навіть Гіммлер критикував Айке за те, що той допустив занадто великі втрати.
Коли було підписано Комп'єнське перемир'я, дивізія була розквартирована поблизу Бордо, де виконувала окупаційні функції. Після цього її перекинули в Аваллон, потім у Біарріц і зрештою в Бордо, звідки на початку червня 1941 року залізницею перевезли до Східної Пруссії.

### Східний фронт

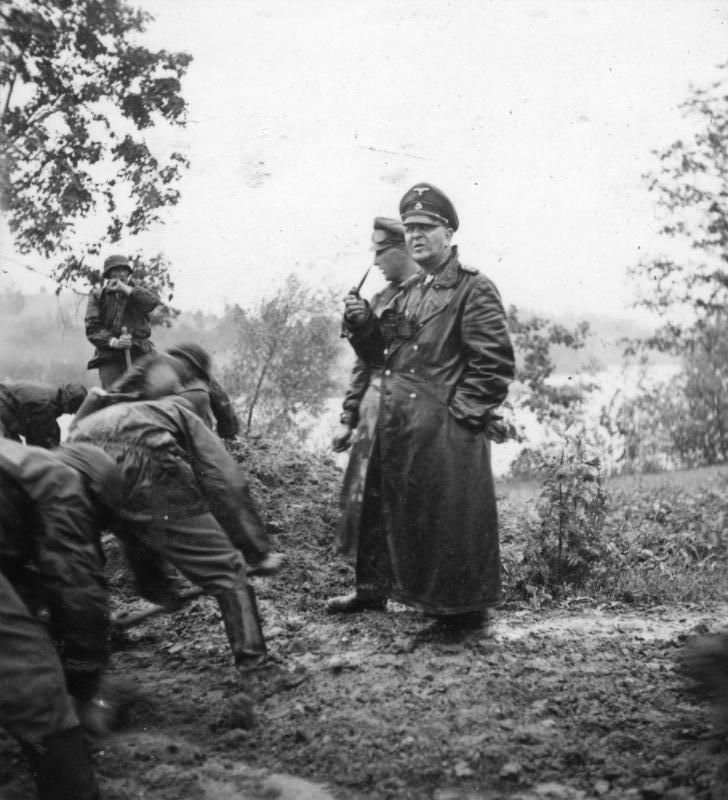
Теодор Айке на Східному фронті, 1941 рік

24 червня того ж року, через два дні після початку німецько-радянської війни, моторизована дивізія СС «Тотенкопф» у складі групи армій «Північ» фельдмаршала Вільгельма Ріттера фон Лееба форсувала Двіну в районі Двінська (Даугавпілс), подолала опір радянських військ у Центральній Литві й прорвала «лінію Сталіна», за що удостоїлася похвали командувача LVI танковим корпусом генерала Еріха фон Манштейна.
6 липня, коли ще активно велись бої на «лінії Сталіна», автомобіль, у якому Теодор Айке повертався до свого командного пункту, підірвався на радянській міні. У Айке була роздроблена права ступня й сильно понівечена нога. Після екстреної операції його евакуювали до Берліну, де лікували три місяці. До середини 1942 року Айке сильно кульгав і ходив, спираючись на ціпок. Уже 21 вересня 1941 року, ледь оговтавшись від ран, він повернувся до виконання обов'язків командира дивізії.
З 24 по 29 вересня корпус Манштейна, у який входила «Мертва голова», відбивав контратаки Червоної Армії під Лужно, південніше озера Ільмень. У ці дні одна дивізія Айке розбила три радянські дивізії. За хоробрість, виявлену при ліквідації прориву, Айке був представлений до Лицарського хреста.
5 грудня 1941 року Сталін розпочав великий контрнаступ на всьому Східному фронті. Незважаючи на люту оборону есесівців, радянські війська прорвали лінію фронту в декількох місцях і пробилися до міста Дем'янська. Гітлер не дав згоди відвести війська і вже 8 лютого радянцям вдалося оточити Дем'янськ. Всередині котла опинилося шість дивізій, включаючи дивізію Айке. «Мертва голова» була перекинута на західний край периметра, де стримувала 34-ту радянську армію. Бої були настільки напруженими, що Айке довелося задіяти навіть поранених. Дивізія СС «Тотенкопф» ціною величезних втрат відбила всі атаки радянських військ. До 6 квітня в строю залишилося менше 10 тисяч осіб, з яких третина перебувала в стані крайнього фізичного й нервового виснаження.
Ця, наполовину знекровлена дивізія, у травні 1942 року прорвала оточення і з'єдналася з військами, що прийшли на підмогу, утворивши вузький коридор поблизу Дем'янська. Через нього здійснювалося постачання оточених. Дивізії вдавалося успішно відбивати атаки червоноармійців, але до кінця липня в її лавах залишилося менше 3000 військовиків. Під час боїв під Дем'янськом Айке терпляче зносив ті ж тяготи, які випали на долю його солдатів. Він ночував у снігу, протягом багатьох днів не знімав наскрізь промоклий одяг, неодноразово опинявся під ворожим вогнем і сидів на голодному солдатському пайку.
У нагороду за видатні заслуги 26 грудня 1941 року Айке був нагороджений Лицарським хрестом. Йому було присвоєно звання СС-обергрупенфюрера і генерала Ваффен СС, а 20 квітня, у день народження Адольфа Гітлера, був нагороджений Лицарським хрестом Залізного хреста з дубовим листям. Ці жести довіри, тим не менш, не заспокоїли Айке. Його сильно турбувала втрата величезної кількості людей, яких він особисто підготував. Обергрупенфюрер обурювався через байдужість Вермахту до долі його дивізії. Айке ще раніше стверджував, що Брокдорфф-Алефельдт умисно жертвував його дивізією у всіх критичних ситуаціях, тоді як за можливості притримував інші частини під час важких боїв.
Айке також звернувся до Гіммлера, вимагаючи, щоб залишки його елітної дивізії були зняті зі Східного фронту. 26 червня 1942 року він домігся особистої аудієнції в Адольфа Гітлера у «Вольфсшанце», неподалік від Растенбурга, Східна Пруссія, і розповів про становище своїх підлеглих. Гітлер запевнив, що в серпні відведе дивізію, якщо обстановка біля озера Ільмень залишиться стабільною. Він також пообіцяв перекинути її до Франції, де її переформують і відновлять чисельність до того рівня, який був до початку операції «Барбаросса». Свого слова Гітлер не стримав і до 26 серпня так і не віддавав наказу відвести «Тотенкопф» зі Східного фронту. До того часу дивізія зазнала ще більших втрат, а потім оперативна обстановка під Дем'янском і зовсім унеможливила її негайний відвід.
Теодор Айке почав ще критичніше висловлюватися про берлінське керівництво СС через те, що не отримував належного поповнення. Гіммлер задовольняв його вимоги неохоче, оскільки вже почав створення нової (переформованої) дивізії «Тотенкопф», і до того ж відчувався брак живої сили. Вимоги Айке стали настільки відвертими й наполегливими, що Гіммлер відправив його у безстрокову відпустку для поправки здоров'я. В останніх боях під Дем'янськом дивізією командував оберфюрер Макс Зімон. У жовтні, після остаточного виведення з оточення залишків дивізії, він відбив ще кілька потужних атак радянських військ. Усі нестройові підрозділи були повністю розформовані, а їхній особовий склад переданий до піхоти. У наявності залишалося менше 300 осіб.
Узимку 1942—1943 років дивізія «Мертва голова» була перетворена в панцергренадерську. У листопаді 1942 року вона взяла участь в окупації Віші, а потім залишалася на півдні Франції, в районі Ангулема. Набравшись сил і відпочивши, Айке взявся за підготовку нових кадрів. Тоді Гітлер вирішив збільшити танковий батальйон Айке до розмірів полку, і «Мертва голова» стала, по суті, танковою дивізією, незважаючи на те, що офіційно продовжувала іменуватися панцергренадерською дивізією СС «Тотенкопф».
Після Сталінградської битви вона була терміново перекинута на Східний фронт і в лютому 1943 року з'єдналася з танковим корпусом СС-обергруппенфюрера Пауля Гауссера, після другої битви за Харків. Потім «Мертва голова» взяла участь у контрнаступі фельдмаршала фон Манштейна, яке закінчилось захопленням цього міста. Дивізія відзначилася в цій операції, однак Теодор Айке вже не застав її тріумфу. Вдень 26 лютого 1943 року його стурбувала відсутність радіозв'язку з танковим полком, тому він сів у Fieseler Fi 156 Storch (легкий одномоторний розвідувальний літак), щоб з повітря оглянути ситуацію. Він виявив місце розташування групи есесівських танків неподалік від села Михайлівка, але з повітря не помітив, що сусіднє село Артільне все ще перебувало в руках радянських військ. Його літак знизився до висоти 100 метрів і почав повільно розвертатися над добре замаскованими позиціями Червоної армії. По ньому відкрили шквальний вогонь з кулеметів і гвинтівок і миттєво збили літак. Наступного дня есесівці витягли з уламків літака обгорілі останки Айке й поховали його в сусідньому селі Оддихне з усіма військовими почестями. У панегірику загиблому Адольф Гітлер перейменував один з підрозділів дивізії в 6-й панцергренадерський полк «Теодор Айке».
Гіммлер наказав тимчасово перенести останки Айке на Гегевальдське кладовище поблизу Житомира. Коли Червона армія навесні 1944 року просувалась територією України, есесівцям не вдалося забрати з собою останки командира «Мертвої голови». 
Зазвичай комуністи знищували поховання за допомогою бульдозерів або оскверняли могили німецьких солдатів якимось іншим чином. Місцезнаходження останків Теодора Айке невідоме.

## Особисте життя
Був одружений з Бертою Швебель. У шлюбі в них народилося двоє дітей: дочка Ірма (1916) та син Герман (1920). Герман проходив службу в дивізії СС «Тотенкопф» та загинув у бою 2 грудня 1941 року.

## Проходження військової служби
- СС-Манн: 29 липня 1930
- СС-Трупфюрер: серпень 1930
- СС-Штурмфюрер: 11 листопада 1930
- СС-Штурмбанфюрер: 30 січня 1931
- СС-Штандартенфюрер: 11 листопада 1931
- СС-Оберфюрер: 26 жовтня 1932
- СС-Бригадефюрер: 30 січня 1934
- СС-Групенфюрер: 11 липня 1934 і генерал-лейтенант Ваффен-СС: вересень 1941
- СС-Обергрупенфюрер і генерал Ваффен-СС: 20 квітня 1942

## Нагороди

### Перша світова війна
- Залізний хрест 2-го класу
- Хрест «За військові заслуги» (Брауншвейг) 2-го класу на військовій стрічці
- Військовий хрест «За заслуги» (Баварія) 3-го і 2-го класу

### Міжвоєнний період
- Почесний кут старих бійців (1933)
- Почесний хрест ветерана війни з мечами
- Цивільний знак СС (№ 1 538)
- Йольський свічник (16 грудня 1935)
- Кільце «Мертва голова» (1 грудня 1937)
- Почесна шпага рейхсфюрера СС (1 грудня 1937)
- Медаль «У пам'ять 13 березня 1938 року»
- Медаль «У пам'ять 1 жовтня 1938»

### Друга світова війна
- Медаль «За вислугу років у НСДАП» в бронзі та сріблі (15 років)
- Медаль «За вислугу років у СС» 4-го, 3-го і 2-го ступеня (12 років)
- Золотий партійний знак НСДАП (30 січня 1940)
- Застібка до Залізного хреста 2-го класу (26 травня 1940)
- Залізний хрест 1-го класу (31 травня 1940)
- Лицарський хрест Залізного хреста з дубовим листям
  - лицарський хрест (15 січня 1941)
  - дубове листя (№ 88; 20 квітня 1942)
- Нагрудний знак «За поранення» в сріблі (1941)
- Дем'янський щит
- Медаль «За зимову кампанію на Сході 1941/42»
- Відзначений у Вермахтберіхт (21 жовтня 1942)